# 第1打撃軍
第1打撃軍 (ロシア語: 1-я ударная армия)は、 第二次世界大戦中にソビエト連邦の赤軍によって確立された軍。第1打撃軍は1941年後半に作成され、1945年のナチス・ドイツの敗北まで、ロシアとバルト諸国の北部地域で戦った。
この軍は戦前の教義に従って作成された打撃を目的とした軍で「頑強な防御陣地を処理可能な、縦深戦術を可能とさせる十分な深さと広さを補える高機動部隊」を想定されて作られた。しかし、戦争が進むに連れ、打撃軍は特定の役割を失っていき、一般的な前線の編成となっていった。

## 歴史
第1打撃軍は、1941年11月にモスクワ軍管区内に属すザゴルスク（現セルギエフ・ポサード）で最高総司令部予備（スタフカ予備）の一部として編成された。1941年12月1日にモスクワの戦いに参加して軍は第133狙撃師団、第29、第44、第47、第50、第55、第56、第71、第84、及び第84狙撃旅団、第17騎兵師団、2個戦車大隊、スタフカ予備の砲兵連隊、並びにその他の支援部隊で構成された。 すべての狙撃旅団は太平洋艦隊の海軍関係者から編成されていた。
第1打撃軍はその後スタラヤ・ルーサに空輸され、1942年にデミャンスクで戦った。そのまま戦線の北中央部地域で戦い、第1打撃軍は再び1944年にスタラヤ・ルーサ近くで戦った。1942年から1944年を通じて第1打撃軍は、レニングラード＝ノヴゴロド攻勢、プスコフ＝オストロフ攻勢、タルトゥ攻勢、リガ攻勢 (1944年)などの数多くの攻勢作戦に参加した。その後の第1打撃軍はバルト諸国を通して戦い、ラトビアの北部流域のクールラントで包囲されたドイツ軍のクールラント軍集団を包囲する部隊として戦争を終えた。
1945年5月には、第1狙撃軍団（第306、第344、第357師団）、第8エストニア狙撃軍団（第7、第249エストニア狙撃師団）、第119狙撃軍団（第201、第360、第374狙撃師団）、第123狙撃軍団（第21親衛狙撃師団、第376狙撃師団）の4個狙撃軍団を指揮下においていた。この時点で第1打撃軍は精鋭部隊化しており、3個砲兵師団、砲兵軍団、砲兵旅団、戦車旅団、及び戦車や突撃銃を装備した7個連隊で補強されていた。
第1打撃軍は、1945年7月9日に再指定された本部トルキスタン軍管区によって解散させられた。

## 第二次世界大戦時の司令官
- 1941年11月 - 1942年5月：ヴァシーリー・クズネツォフ（英語版）中将
- 1942年5月 - 1942年11月：ウラジーミル・ロマーノフスキー（ロシア語版）中将
- 1942年11月 - 1943年2月：ヴァシーリー・モロゾフ（ロシア語版）中将
- 1943年2月 - 1944年4月：ゲンナジー・コロトコフ（ロシア語版）中将
- 1944年4月 - 1944年5月：ニーカンドル・チービソフ（ロシア語版）上級大将
- 1944年5月 - 1945年1月：ニカノール・ザフヴァターエフ（ロシア語版）中将
- 1945年2月 - 1945年5月：ウラジーミル・ラズヴァーエフ（ロシア語版）中将